# Dicaelotus gaullei
Dicaelotus gaullei là một loài tò vò trong họ Ichneumonidae.